# Numery alarmowe w Polsce
Numery alarmowe w Polsce zostały ustalone w ustawie z dnia 16 lipca 2004 r. – Prawo telekomunikacyjne oraz w planie numeracji krajowej dla publicznych sieci telefonicznych. Łącznie obydwa akty ustaliły 14 numerów alarmowych, w tym 1 wspólny numer alarmowy dla wszystkich służb ustawowo powołanych do niesienia pomocy oraz 13 numerów alarmowych, alarmowych interwencyjnych i alarmowych informacyjno-koordynacyjnych składających się z 3 cyfr o strukturze „9XY”:
- 112 – centrum powiadamiania ratunkowego (jednolity ogólnoeuropejski numer alarmowy)
- 983 – pogotowie weterynaryjne
- 984 – ratownictwo wodne
- 985 – ratownictwo morskie i górskie
- 986 – straż miejska (nie we wszystkich miastach)
- 987 – centrum zarządzania kryzysowego
- 989 – telefoniczna informacja Narodowego Funduszu Zdrowia
- 991 – pogotowie energetyczne
- 992 – pogotowie gazowe
- 993 – pogotowie ciepłownicze
- 994 – pogotowie wodno-kanalizacyjne
- 995 – Komenda Główna Policji – system Child Alert[3]
- 996 – Centrum Antyterrorystyczne[4]
- 997 – Policja (obsługiwany przez centrum powiadamiania ratunkowego)[5]
- 998 – straż pożarna (obsługiwany przez centrum powiadamiania ratunkowego)
- 999 – pogotowie ratunkowe

Trzycyfrowe numery skrócone wybiera się bez żadnych poprzedzających je cyfr (np. numeru operatora (NDS) czy numeru kierunkowego – wskaźnika strefy numeracyjnej (WSN)).
Na mocy ustawy Prawo telekomunikacyjne dostawca publicznie dostępnych usług telekomunikacyjnych jest obowiązany zapewnić użytkownikom końcowym swojej sieci, w tym korzystającym z aparatów publicznych, bezpłatne połączenia z numerami alarmowymi. Wszystkie te numery muszą być czynne i ich obsługa musi przyjmować zgłoszenia całodobowo.
Polskie prawo telekomunikacyjne nie pozwala na stosowanie innych trzycyfrowych numerów specjalnych poza wymienionymi powyżej.
Inne numery do służb powołanych lokalnie do niesienia pomocy, pełniące funkcję numerów alarmowych:
- 19 282 – pogotowie dźwigowe,
- 19 285 – pogotowie komunikacji miejskiej,
- 601 100 100 – numer ratunkowy nad wodą (Wodne Ochotnicze Pogotowie Ratunkowe),
- 601 100 300 – numer ratunkowy w górach (Górskie Ochotnicze Pogotowie Ratunkowe i Tatrzańskie Ochotnicze Pogotowie Ratunkowe),
- 506 260 784 – Poszukiwawcze Ochotnicze Pogotowie Ratunkowe,
- 22 474 00 00 – Straż Ochrony Kolei